# Апрельские события в Болгарии (1925)

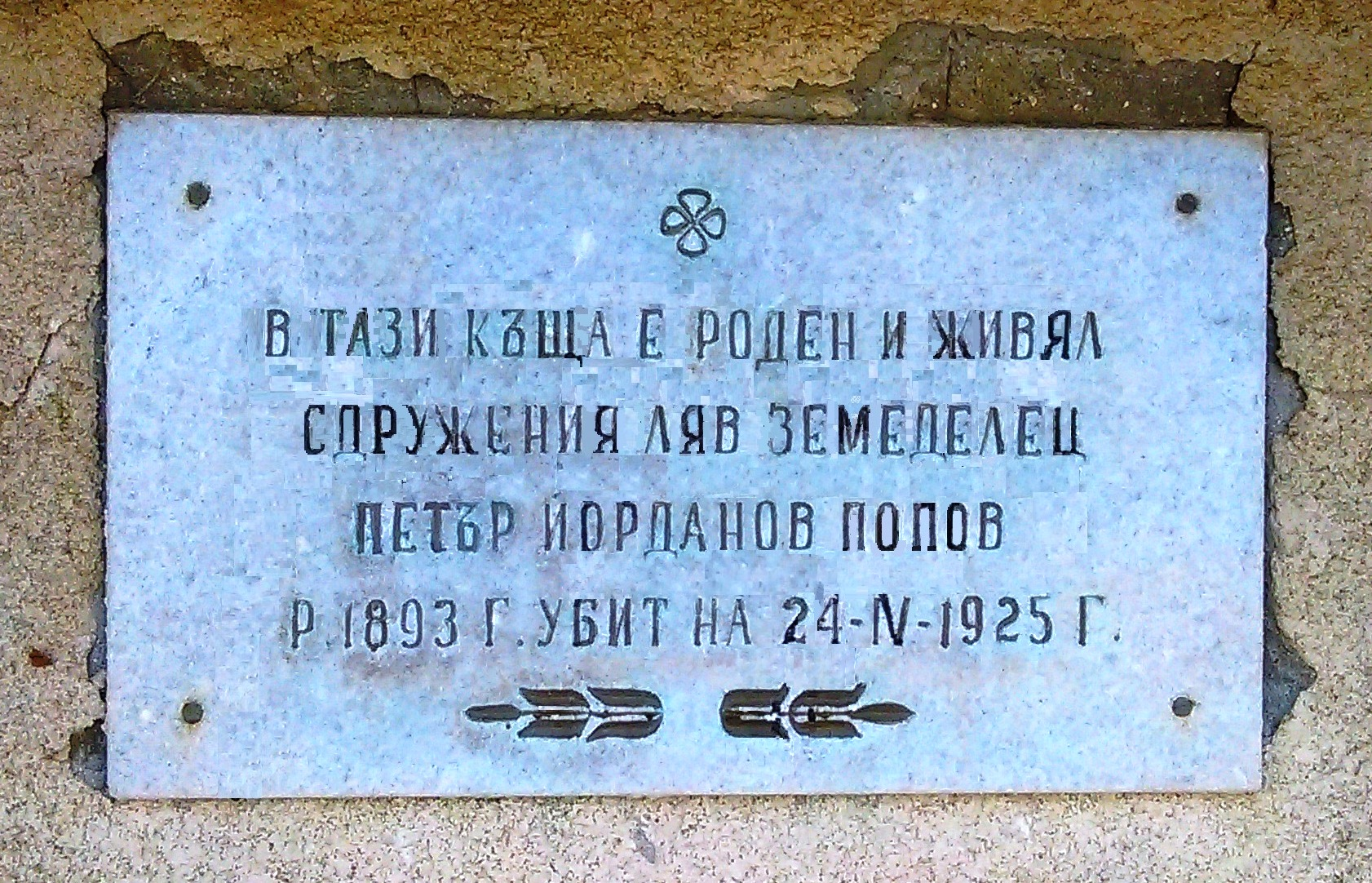
Мемориальная табличка в память о гибели Петра Йорданова Попова 24 апреля 1945 года

Апрельские события 1925 года (болг. Априлски събития от 1925 година) — события, развернувшиеся в Болгарии после нападения на Собор Святой Недели, и вылившиеся в белый террор со стороны правительства Александра Цанкова против левого движения в стране, и, в частности, против интеллигенции, противопоставлявшей себя режиму.

## Предыстория
После нападения на Собор Святой Недели военный министр генерал Иван Вылков отдал тайное указание начальникам военных гарнизонов о подготовке физического уничтожения руководителей оппозиции:
«Все гарнизоны и военные части должны во взаимодействии с местными органами властями согласовать средства борьбы с коммунистическими и земледельческим союзами. Прежде всего требуется ликвидировать наиболее способных и наиболее смелых носителей этих идей — интеллигентов. В наикратчайший срок должны быть составлены списки этих людей, чтобы появилась возможность в любой момент их уничтожить — виновны они или нет…». В начале февраля 1924 года подозрения о подготовке варфоломеевской ночи озвучил парламентарий-земледелец Петко Петков. Спустя четыре месяца он был убит на улице правительственным агентом, арестованным на месте, но отпущенным по предъявлении удостоверения Общественной безопасности.

## Апрельские события
Физическими исполнителями стали группы офицеров запаса, организованные III секцией Военного министерства Болгарии, полицейские и деятели ВМРО. На состоявшемся в 1954 году судебном процессе стало известно, что эти группы действовали под командованием генерала Ивана Вылкова.
По подсчётам историка Георгия Маркова в апреле 1925 года было убито 400—450 человек. По данным из книги Музея революционного движения в Болгарии, в период с 1924 по 1926 годы было:
- убито в перестрелках с полицией, осуждено на смерть после нападения на Собор Святой Недели и убито военными и другими организациями — 503 человека;
- убито анархистов, членов их террористических организаций — 105 человек;
- убито во внутренних столкновениях в македонских организациях и ВМРО, спровоцированных правительством — 76 человек.

Среди жертв террора были как известные левые политики и интеллигенты, так и рядовые приверженцы оппозиции. Убийства совершались как показательно, на улицах при свете дня, так и тайно, в тюрьмах Общественной безопасности, военных казармах и полицейских участках. Официальной версией смерти многих оппозиционеров значилось «застрелен при попытке к бегству».
В тогдашней официальной пропаганде похищения и убийства приписывались «не подконтрольным элементам». В действительности же, группы пользовались полной поддержкой и защитой со стороны правительства. Так, например, Илиянский форт использовался для погребения тел убитых, а дурную славу садистов получили капитаны Кочо Стоянов и Цвятко Николов (получил прозвище «Чёрный капитан»), окружной начальник в Ловече Николай Тифчев — Караджи Осман.
Жертвами апрельских событий стали известные левые деятели Иван Манев, Александр Боримечков, Анна Маймункова, Жеко Димитров, Тодор Страшимиров, Димитр Грынчаров, Христо Косовски, Темелко Ненков, Николай Петрини, а также видные интеллектуалы и деятели культуры Гео Милев, Йосиф Хербст, Христо Ясенов, Сергей Румянцев.
В результате массового террора в различных частях страны активизировалась деятельность радикально настроенных оппозиционных групп, сформированных из коммунистов, земледельцев и анархистов. Среди их видных руководителей были Митьо Ганев, Васил Попов и Тинко Симов. Группа Тинко Симов казнила Николая Тифчева — Карджи Османа.
Однако, столкнувшись с военными частями, вооружённые группы вынуждены были отступить за пределы страны. Но несмотря на физическое уничтожение многих членов БКП, в партии продолжалась внутренняя борьба по поводу курса на новое восстание против правительства Александра Цанкова. В конце концов умеренное крыло, под руководством Васила Коларова и Георгия Димитрова, возобладало над левыми коммунистами, и в 1926 году курс на подготовку восстания был снят.